# Operon (biologia)
Operon – fragment nici DNA zawierający pewną liczbę genów położonych obok siebie, które są wspólnie transkrybowane. 

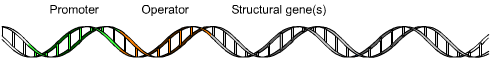
Typowy operon

Dokładniej, w skład operonu wchodzą: 
- geny kodujące białka lub enzymy (geny struktury lub geny strukturalne)
- promotor i operator – to dwa odcinki DNA, które poprzedzają geny – nie kodują białek
- terminator – odcinek DNA, który oznacza koniec operonu
- atenuator – sekwencja położona między promotorem a genami struktury, która działa jako sygnał do zakończenia transkrypcji (gdy jest uaktywniony, to nie cały operon będzie transkrybowany, czyli tworzone mRNA będzie krótsze).

Do lat 90. XX wieku sądzono, że operony występują tylko u prokariontów. Jednak w 1993 roku stwierdzono obecność operonów u Caenorhabditis elegans, a w 1997 roku u wywilżny karłowatej.
Promotor jest rozpoznawany przez polimerazę RNA. Do operatora „przyczepia” się regulator, czyli białko, które reguluje transkrypcję operonu, tj. włącza lub wyłącza transkrypcję.
Rodzaje operonów bakteryjnych:
- indukowane (kataboliczne) – produkcja enzymów nastąpi, jeśli substrat jest obecny w środowisku
- ulegające represji (anaboliczne) – produkcja enzymów nastąpi, jeśli substancja syntetyzowana nie istnieje w komórce
- podlegające regulacji pozytywnej – blokowanie transkrypcji nastąpi przez represor związany z aktywatorem
- podlegające regulacji negatywnej – blokowanie transkrypcji nastąpi przez wolny represor

Przykładowe operony:
- operon laktozowy (regulacja szlaków katabolicznych),
- operon tryptofanowy (regulacja szlaków anabolicznych),
- operon arabinozy[4]
- operon ramnozy[4]
- operon maltozy[4]

Termin „operon” wprowadzili do genetyki w 1961 roku odkrywcy powyższego mechanizmu regulacji François Jacob i Jacques Monod.